# Замківський замок
Замківський замок — втрачена твердиня, яка була побудована за планом чотирикутника в XVI столітті Яном Магерою або Яном Белжецьким в селі Замку на Львівщині.

## Історія
На межі XV і XVI століть маєтки, що належали Янові Магері, перейшли до роду Белжецьких в результаті одруження його дочки Барбари з Миколаєм Белжецьким. Замок, ймовірно, побудував або Микола (помер 1577 р.), або його син Ян Белжецький (помер 1597 р.), або онук, також Ян (помер 1598 р.). Дочка Яна на ім'я Зофія вийшла заміж за Станіслава Глоговського. Замок під час Хмельницького повстання 1648 року оточили козаки, які вимагали викуп від місцевих жителів, що ховалися в замку. На межі XVII і XVIII століть через придане власниками стали Марковські. У другій половині XVIII століття він перейшов до роду Семенських і, за винятком періоду, коли замок отримав у придане Александер Стадницький, перебував у власності цього роду до вересня 1939 року. З кінця XIX століття ця родина використовувала прізвище Семенський-Левицький. У XIX столітті житловий будинок перебудували в неоготичному стилі, а в міжвоєнний період відремонтували весь комплекс. У замку зібрано цінну колекцію картин Франциска Смуглевича.

## Архітектура
Кути замку були укріплені двоповерховими вежами (з квадратною основою, що переходили на поверсі у восьмигранник), з яких три збереглися до 1939 року. Між двома вежами розташовувався палац-резиденція. На подвір'ї замку стояло шість барокових скульптур XVIII століття, що зображували: Івана Даниловича, Єроніма Флоріана Радзивілла, Кароля Радзивілла, Якуба Собєського, Яна III Собєського, Станіслава Жолкевського. Ці скульптури походили зі сходів у портику Жовківського замку і були придбані в 1858 році графом Александром Стадницьким. Місцеві мешканці розбили скульптури під час Першої світової війни. Після Другої світової війни, за часів СРСР, замок розібрали, а парк викорчували.